# 绿色四步
綠色四步（Four Green Steps）是一間互聯網推動環保的組織，由亞羅吉和亞羅標於2008年創立，總部位於魁北克的蒙特利爾。主席亞羅吉畢業於协和大学電影動畫系。該組織是由以下四個部分組成：學校活動，社區，購物中心以及信息空間。網站提供各種有關環保的資訊和學習教材。與此同時，該網站也是您獲取身體健康，心理健康，瘦身竅門以及排毒食譜的絕佳場所。

## 產品和服務

### 學校活動
學校活動這一板塊，不僅為全世界的小學及中學提供了一份教學參考，也為各個年齡段的學生提供了參加環境保護活動的機會。該公司提供的活動包含了從利用藝術形式展示環境問題，到學習如何記錄生態日誌。於2009年10月開始啟動的學校活動，在第一年之中已經吸引了十五個國家的四十所學校參與。此外，學校之間的互動，例如環保科技競賽，也隨著展開。

### 社區
社區專區是由與環境有關的博客，視頻，活動和食譜組成的。此外，公眾也可以在社區上發表自己的觀點與想法。綠色四步是洛杉磯綠色節的官方合作夥伴。演員Booboo Stewart和妹妹Fivel Stewart在2011年加入了綠色四步。

### 購物中心
購物中心板塊的目標，是為了提供給公眾一個可以購買到比傳統購物中的商品更加可持續、有機、環保的替代商品的平台。購物平台中的產品包含但不局限於服裝，有機食物，家具以及水處理裝置。產品種類繁多，不能一一介紹。產品的價格由兩加幣的肥皂盒到數千加幣的專業淨水系統不等。2011年10月，綠色四步在洛杉磯綠色節上推出了他們的購物中心。

### 信息空間
信息空間提供了一系列討論環境問題的文章，其中包含很多主題例如科學与技術、商業以及世界新聞。信息空間的文章會在每天不同時段及時更新。在2010年11月，綠色四步在其信息空間宣布了電子回收運動的開始，該組織希望能夠憑藉這個運動來減少由廢舊電子，家電及工具產品累積而成的垃圾。

### 流行度
製造和提供有道德的產品和服務現今正變得越來越流行與必須，尤其是在英國，在2008年有價值120億道德產品被賣出。
截止到2010年8月10日，已經有七十二個國家在綠色四步的學校活動專區中註冊。而該項目也已經被新西蘭 教育部認可。
綠色四步致力於與麥吉爾大學，康考迪亞大學的學生合作進行關於環境的倡議與研究。綠色四步也被ECO Canada評為一個真正的環保機構。在《暮光之城》中出演的Booboo Steward和他的妹妹Fivel一起加入了綠色四步。

## 外部連結
- 首頁 （页面存档备份，存于）
- ECO Canada （页面存档备份，存于）